# Diospyros ropourea
Ropourier, Jawle wassilikodo, Bois gaulete, Aroupourou
Espèce
Synonymes
- Ropourea guianensis Aubl.[1]

Diospyros ropourea est une espèce de plantes à fleurs du genre Diospyros et de la famille des Ebenaceae, endémique de Guyane française et du Surinam.
On le connaît en Guyane sous le nom de jawle wassilikodo (signifiant « testicules d'opossum » en Lokono).

## Description
Diospyro ropourea porte deux types de poils sur ses jeunes pousse : des poils appliqués longs d'environ 1 mm, et des poils détachés mesurant généralement moins de 0,3 mm.
Sur les faces supérieures des feuilles, les nervures secondaires et tertiaires sont légèrement creusées, mais ne donnant pas aux feuilles un aspect bullé comme observé chez Diospyros matheriana.
Au séchage, la faces inférieures des feuilles prend une couleur gris-brun foncé, avec une légère nuance de violet.
L'acumen foliaire est nettement délimité par rapport au limbe, dont l'extrémité est nettement arrondie.

## Classification
Ce taxon est longtemps resté énigmatique car les feuilles ont été décrites dans le protologue comme étant imparipennées (des pousses aux feuilles distiques et non divisées ont en effet été prises par erreur pour de grandes pinnules), et il n'a pu être attribué au genre Diospyros qu'au milieu du XXe siècle.
La phylogénie de Diospyros ropourea a été étudiée.

## Histoire naturelle

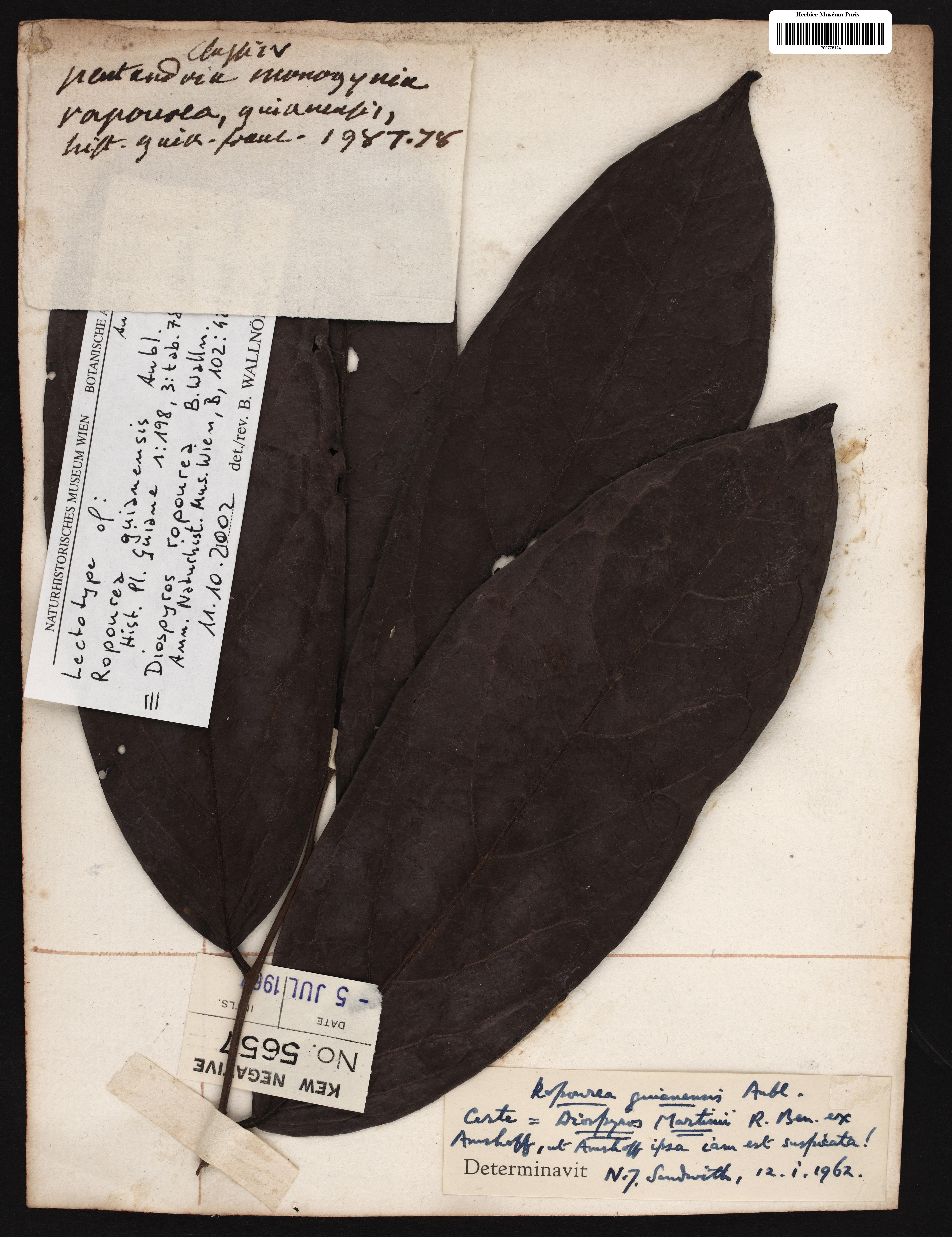
échantillon type de Ropourea guianensis Aubl. (=Diospyros ropourea) collecté par Aublet en Guyane autour de 1760

En 1775, le botaniste Aublet propose la diagnose suivante :
« ROPOUREA (Guianenfis.). (Tabula 78.)
Frutex duodecim aut quindecim-pedalis ; caule fimplici, nodoſo, cylindraceo. Folia ad nodos verticillata, plurima, declinata, imparipinnata, foliolis ſex, alternis, utrinquè coſtæ adnexis, ovato-oblongis, amplis, acuminatis, acumine obtuſo, glabris, integerrimis, ſubſeſſilibus. Aculeus brevis, pauló ſuprà axillam ſinguli folioli. Flores ceſpitoſi, numeroſi, ſeſſiles, ſuprà et intrà baſim foliorum.
Florebat fructumque ferebat Januario.
Habitat in ſylvis Caux, propè praedium domini Mitiſſeu.
Nomen Caribæum AROUPOUROU. »

« LE ROPOURIER de la Guiane. (PLANCHE 78.)
Cet arbrisseau pouſſe une tige haute de douze à quinze pieds ; noueuſe, cylindrique, de trois ou quatre pouces de diamètre, diminuant inſenſiblement de groſſeur juſqu'à ſon extrémité ſupérieure. Tout autour de chaque nœud ſortent des feuilles dont le nombre varie. Ces feuilles ſont ailées, compoſées de deux rangs de folioles alternes, terminées par une impaire; la côte qui les porte à environ trois pieds & plus de longueur ; les folioles ſont ſeſſiles, vertes, ovales, terminées en pointe mouſſe, partagées dans route leur longueur par une nervure ſaillante, de laquelle Il en fort pluſieurs latérales également ſaillantes, les plus grandes ont dix pouces de longueur, ſur trois de largeur. Un peu au deſſus de chaque foliole il fort de la côte une petite épine.
Les fleurs naiſſent en grand nombre à la baſe & dans les intervalles de chaque feuille. Elles ſont ſeſſiles.
Le calice eſt d'une ſeule pièce, diviſe profondément en cinq parties arrondies.
La corolle eſt d'une ſeule pièce partagée en cinq lobes arrondis ; ſon tube eſt très court. Elle eſt attachée au fond du calice. Sa couleur eſt rouſſâtre en dehors ; & en dedans elle eſt toute hériſſée de poils roux. Les étamines ſont au nombre de cinq placées entre les diviſions de la corolle. Leur filet eſt velu. L'anthère eſt jaune.
Le piſtil eſt un ovaire arrondi, charge de poils roux ; il occupe le fond du calice. Cet ovaire porte un style long, termine par trois ou quatre stigmates longs, grêles & aigus.
L'ovaire devient une baie charnue, jaune, velue, de la groſſeur d'un œuf de poule ; elle eſt partagée intérieurement en quatre loges par des cloiſons membraneuſes, & elles ſont remplies de pépins enveloppes d'une pulpe douce, jaune & viſqueuſe, que les Créoles & les Couſſaris ſucent avec plaiſir. Il arrive ſouvent qu'une des loges eſt effacée par l'augmentation des autres.
Cet arbriſſeau eſt nommé BOIS GAULETE par les Créoles, & AROUPOUROU par les Couſſaris une des nations de la Guiane.
J'ai trouvé cet arbriſſeau dans les bois & Caux qui dépendent de l'habitation de M. Mittifeu. Il étoit en fleur & en fruit dans le mois & Janvier.
Les habitans & les Nègres emploient les tiges de cet arbriſſeau dans la conſtruction des murs de maiſons, qui ſont faits des lattes entrelacées en forme de claie, & que l'on couvre de terre mêlée & pétrie avec de la bouſe de vache. »